# アリア (楽器ブランド)

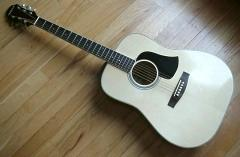
AW Series

アリア（ARIA）は、日本の楽器メーカー「荒井貿易」が製造した楽器（ザ・ベンチャーズモデル以外のエレキギターをのぞく）に冠されるブランドの1つである。現在はギターをはじめとする弦楽器類が主である。

## 概要
アリアというブランドは、1960年から使用され始めた名称で、「詠唱」などを意味する音楽用語である。なお、初期のころはアライギターなどのブランドで販売していた。
アリアプロⅡ、Legend、BLITZなど安価なブランドを展開する一方で、ダキスト、mtdをはじめとする海外メーカーの輸入販売も手がける。
早くからエレクトリックアップライトベースの商品展開を行い、SWBシリーズは国内で高い評価を得ている。